# Фальшивый заяц
Фальшивый заяц (нем. falscher Hase) — мясной рулет, жаркое из рубленого мяса в виде рулета, батона, запеканки или котлет-брусков, запекаемое на блюде или противне.
Фальшивый заяц не содержит зайчатины и встречается в различных вариантах во многих европейских кухнях, а в русской кухне, по сведениям В. В. Похлёбкина, он имеет немецкое, а точнее прусское происхождение. Фальшивого зайца, по его версии, во второй половине XVIII века придумали представители третьего и четвёртого сословий Восточной Европы, не имевшие права на отстрел дичи. Немецкое название, задокументированное в Германии в кулинарных книгах со второй половины XIX века, ведут от специальных медных или керамических жаровен для зайчатины, имеющих форму заячьей тушки, в которых запекали и рубленое жаркое. В романе Ильфа и Петрова «Двенадцать стульев» фальшивый заяц фигурирует как вегетарианское блюдо.
Фальшивого зайца готовят из приправленного солью и перцем смешанного свиного и говяжьего фарша в пропорции 1:1 с добавлением рубленого, сырого или обжаренного в сливочном масле репчатого лука, замоченной белой булки или панировочных сухарей и яйца. Полученную массу для запекания в духовом шкафу формуют на противне в батон или помещают в форму. В некоторых рецептах фальшивого зайца нашпиговывают беконом или обкладывают им сформованный батон. Внутрь фальшивого зайца часто закладывают сваренные вкрутую и очищенные от скорлупы яйца или начиняют его рубленым варёным яйцом с пассерованным луком и сухарями. Для образования хрустящей корочки перед запеканием фальшивого зайца посыпают панировочными сухарями. Соус для фальшивого зайца готовят на выделившемся мясном соке с жиром, загущая его крахмалом и сметаной.
В Германии фальшивого зайца сервируют порезанным ломтями в качестве холодной закуски, в горячем виде подают с гарниром — картофелем или макаронными изделиями. Его часто готовят на Пасху. Немецкий шеф-повар Коля Клеберг объясняет это тем, что в Средние века в Великий четверг у крестьян наступал срок уплаты оброка в зайцах и яйцах. Яйцо также является языческим символом бесконечности, перенесённым католической церковью в историю воскресения Иисуса Христа.